# John Charnley
John Charnley (29 août 1911 - 5 août 1982) est un chirurgien orthopédique britannique. Il est le pionnier de l'opération de remplacement de la hanche, qui est aujourd'hui l'une des opérations les plus courantes et crée le "centre de chirurgie de la hanche de Wrightington". Il montre également l'importance fondamentale de la compression osseuse dans les opérations des articulations arthrodèses (fusibles), en particulier du genou, de la cheville et de l'épaule ,,,.
Charnley influence également des générations de chirurgiens orthopédiques grâce à son manuel sur le traitement conservateur des fractures , publié pour la première fois en 1950.

## Jeunesse
John Charnley est né à Bury, dans le Lancashire, le 29 août 1911.
Son père, Arthur Walker Charnley, est chimiste et a une pharmacie au 25 Princess Street; sa mère, Lily, a suivi une formation d'infirmière à l'hôpital Crumpsall. Il a également une sœur cadette, Mary Clare.
John va à la Bury Grammar Junior School en 1919, passant à l'école secondaire en 1922. Il a des aptitudes scientifiques et est encouragé à étudier la chimie et la physique.
À l'automne 1929, il est admis à la faculté de médecine de l'Université Victoria de Manchester, d'où il obtient un baccalauréat en médecine, un baccalauréat en chirurgie et un baccalauréat en sciences (anatomie et physiologie) en 1935.

## Débuts en chirurgie et guerre
À partir du 15 août 1935, Charnley est nommé House Surgeon à la branche centrale de Manchester Royal Infirmary à Roby Street, et après trois mois, il va à l'infirmerie principale où il termine son année en tant que House Surgeon.

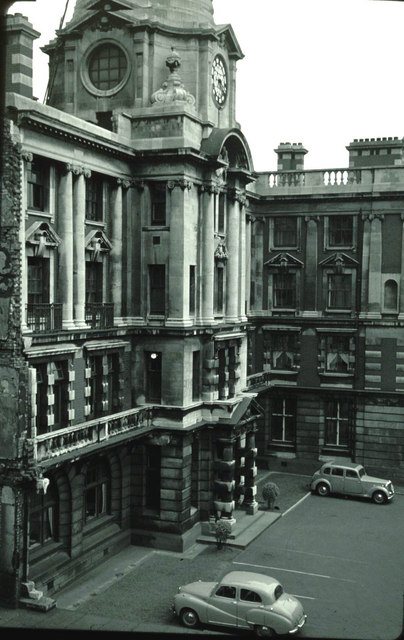
Infirmerie royale de Manchester, 1957

Comme le rappelle son ami David Lloyd Griffiths, Charnley envisage la possibilité de s'impliquer dans la recherche sur le cancer, mais la plupart de ses professeurs pensent que c'est une perte de temps et l'en dissuadent. Il prévoit d'obtenir le statut de Fellow du Royal College of Surgeons dès que possible et, après avoir suivi le cours de bourse au Guy's Hospital de Londres, il réussit l'examen final le 10 décembre 1936.
Il obtient le poste d'officier chirurgical résident au Salford Royal Hospital le 1er janvier 1937 et, après 21 mois, il postule sans succès pour un poste similaire au Manchester Royal Infirmary. Il réalise alors les opportunités de carrière présentées par les travaux de recherche et est nommé démonstrateur en physiologie au King's College de Londres en octobre 1938.
L'occasion de retourner à Manchester se présente lorsqu'il est nommé officier résident des blessés (RCO) en avril 1939. Ce travail le met en contact avec de nombreux spécialistes en orthopédie, puisqu'il est responsable des cas se présentant aux cliniques quotidiennes des fractures du matin. Au cours des après-midi et des nuits, il est officier de chirurgie résident, opérant sur les urgences générales.
Fin 1939, les projets de Charnley sont bloqués par le déclenchement de la Seconde Guerre mondiale. Il rejoint les troupes en tant que volontaire dans le Royal Army Medical Corps le 1er mai 1940 et, après une période de formation, il est affecté à Douvres en tant que médecin militaire du régiment. Il participe à l'évacuation britannique de Dunkerque et, par la suite, il est envoyé au 31st General Hospital à Hellingly, Sussex de l'Est. Il part ensuite à l'hôpital Davyhulme Park et plus tard à l'hôpital général de Garrioch.
Enfin, il est envoyé au Caire et y passe la majeure partie de son service militaire sous la supervision du chirurgien orthopédiste Dudley Buxton. Buxton a une haute opinion de Charnley et lui donne plus de responsabilités en l'envoyant au 2e centre orthopédique et en le chargeant du nouvel atelier orthopédique. Cette expérience l'incite probablement à postuler à l'école d'orthopédie en 1942, avec l'appui de ses collègues. Il est promu au grade de major par intérim le 2 décembre 1942.
Il termine son service militaire en mai 1944, lorsqu'il rejoint le personnel d'orthopédie de l'hôpital de Shaftesbury.

## Retour à Manchester
La fin de la guerre marque aussi le début d'un programme national de guérison des enfants infirmes, qui implique l'utilisation d'hôpitaux orthopédiques ruraux à ciel ouvert. L'un d'eux est l'hôpital orthopédique Robert Jones et Agnes Hunt à Gobowen, près d'Oswestry dans le Shropshire, et Harry Platt recommande à Charnley d'y aller afin d'améliorer ses compétences en tant que chirurgien orthopédiste. Il exerce à l'hôpital pendant six mois en 1946, au cours desquels il développe son intérêt pour la greffe osseuse. Afin de satisfaire sa curiosité au sujet de l'union osseuse, il persuade un collègue de tester une intervention chirurgicale sur sa jambe, ce qui entraîne une infection de la plaie qui oblige le collègue à rester alité pendant quelques semaines. Par la suite, Charnley retourne à Manchester, de nouveau avec le soutien de Platt, qui a amené à la Royal Infirmary un groupe de jeunes et brillants spécialistes en orthopédie, dont Lloyd Griffiths. Charnley et Griffiths deviennent chirurgiens orthopédiques adjoints honoraires en 1947. Ils ont tous deux besoin de plus d'indépendance clinique et Platt s'arrange pour que Charnley voie plus de patients cliniques dans d'autres hôpitaux .
En mai 1948, il participe à un voyage de travail aux États-Unis, visitant des hôpitaux, avec d'autres jeunes chirurgiens orthopédistes. L'expérience l'amène à envisager la possibilité de se baser aux États-Unis, mais les restrictions de ce pays sur les chirurgies expérimentales lui sont inacceptables.
Il s'intéresse à deux problèmes orthopédiques fondamentaux : l'effet de la compression sur la cicatrisation de l'os spongieux et la lubrification des articulations. Il est convaincu que les collaborations avec des ingénieurs mécaniciens, avec lesquels il développe des relations solides, sont fondamentales pour élargir ses connaissances et améliorer son travail.
Les recherches de Charnley sont basées sur deux aspects différents : clinique, pour le traitement des patients souffrant d'arthrose, et biomécanique, avec des expériences pour déterminer les fondements de l'union osseuse et les conditions régissant la régénération spontanée du cartilage articulaire.
Lorsqu'il revient à Manchester après la guerre, les installations disponibles ne sont pas à la hauteur de ses attentes. Dès lors, il commence à songer à réduire le nombre de séances cliniques qu'il entreprend, afin d'effectuer ses recherches ailleurs. Il opte finalement pour cette voie en 1958, informant le comité des chirurgiens de la Manchester Royal Infirmary qu'il souhaite céder trois de ses quatre séances cliniques afin de créer un centre de chirurgie de la hanche à l'hôpital Wrightington, dans le Lancashire. Le comité accepte sa demande pour une période de trois ans, après avoir tenu compte de ses compétences et de sa réputation.

## Wrightington et implant de hanche

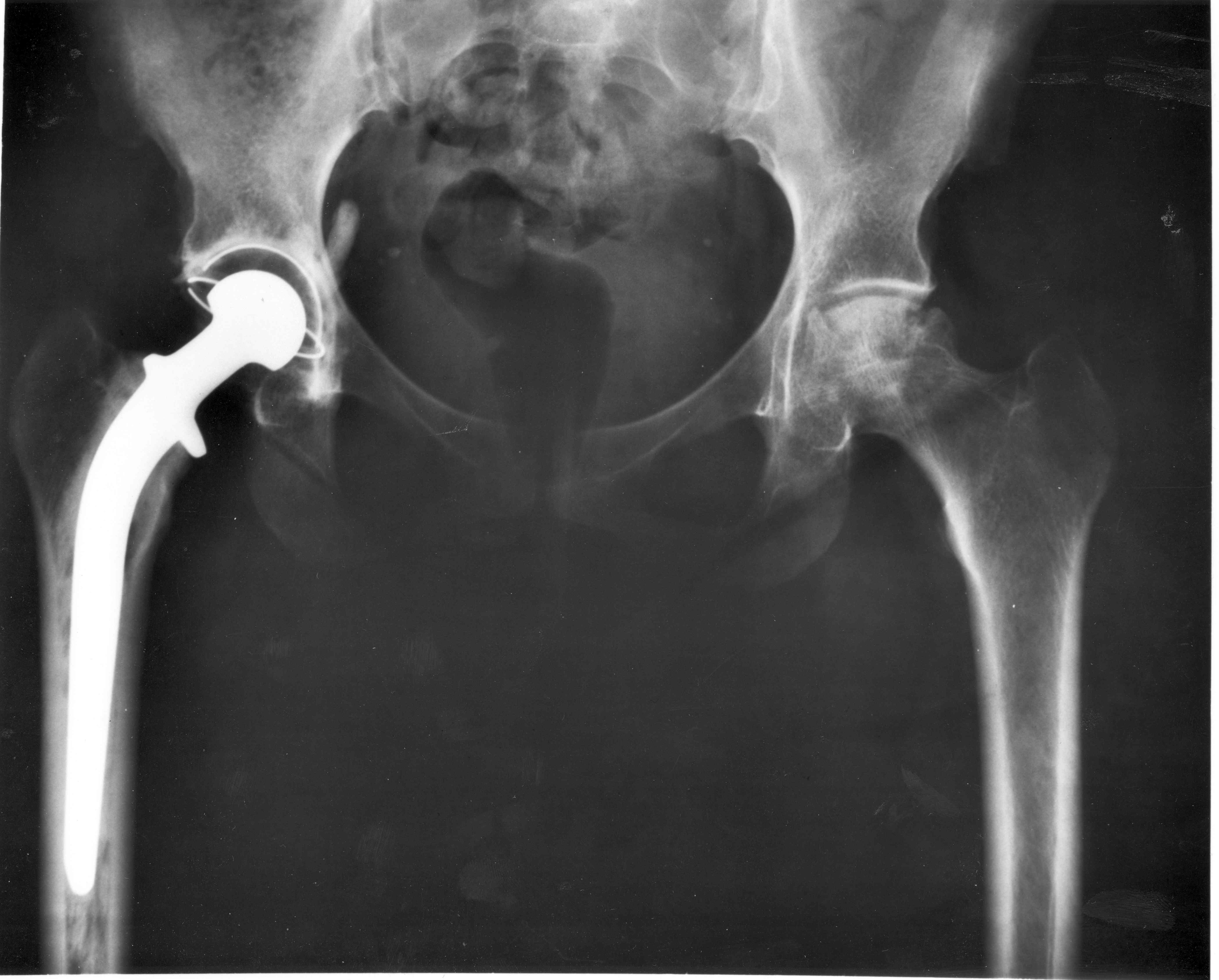
Remplacement de la hanche Image 3684-PH

Wrightington était autrefois un centre de traitement de la Tuberculose. L'amélioration des conditions de vie et la pasteurisation du lait ont entraîné une baisse de l'incidence de cette maladie et de nombreux hôpitaux sont à la recherche de nouvelles initiatives médicales sur lesquelles se concentrer. Dans le cas de Wrightington, c'est le centre de chirurgie de la hanche de Charnley qui est la solution.
Le premier objectif de Charnley à Wrightington est de construire un laboratoire biomécanique qui pourrait être utilisé pour tester ses instruments et ses inventions. Il organise une campagne de financement à cet effet et le laboratoire ouvre le 23 juin 1961. Ses premières études concernent la lubrification des articulations. A cette époque, certains chirurgiens soutiennent la théorie hydrodynamique, qui suppose que les deux faces d'une articulation ne sont pas parfaitement congruentes, et qu'un film de liquide synovial est responsable du faible frottement des surfaces. Charnley n'est pas d'accord avec cette théorie; grâce à ses expériences, il démontre que le faible frottement ne dépend pas de la présence de fluide. Les études conduisent au développement du concept d'arthroplastie à faible frottement, qui suppose que le faible frottement dépend principalement du coefficient de frottement des matériaux de parement, et seulement marginalement de la présence de fluide.
Cette découverte l'amène à commencer à chercher une substance glissante qui pourrait être utilisée pour l'emboîture d'une opération de remplacement total de la hanche. Le Polytétrafluoroéthylène (PTFE, également connu sous le nom de Téflon) semble répondre à cette exigence. Après quelques expériences apparemment réussies avec le matériau, il l'adopte pour ses chirurgies de remplacement de la hanche. Elles sont réalisées comme suit : écarter la tête du fémur ; le remplacer par un implant métallique qui est fixé avec du ciment acrylique ; et, à l'aide d'une douille acétabulaire en PTFE, insertion de l'implant dans l'acétabulum.
Au début, le résultat semble satisfaisant, cependant, environ un an après les premières opérations (vers 1960), il s'avère que le PTFE n'est pas un matériau adapté. Il présente des signes d'usure et, surtout, sa réaction avec les tissus mous provoque la formation de masses granulomateuses qui nécessitent dans presque tous les cas une nouvelle intervention pour permettre leur élimination. Ce revers dans les recherches de Charnley l'affecte pendant un certain temps.
Sa détermination le pousse à chercher un matériau alternatif. Il continue à tester divers matériaux, jusqu'à ce qu'un vendeur l'approche en lui proposant du polyéthylène à poids moléculaire ultra élevé (UHMWPE), qu'il rejette en raison de son manque de compréhension du problème; son assistant lui dit en privé qu'il s'efforcerait de le tester. C'est un heureux hasard, et il saisit immédiatement le potentiel du HMWP ; après quelques tests, Charnley l'implante pour la première fois en novembre 1962. Conscient de son échec précédent avec l'emboîture en PTFE, il attend un an, période pendant laquelle il observe soigneusement l'état de ses patients. Cinq ans plus tard, lorsqu'il est convaincu que le HMWP est un matériau sûr, il annonce sa découverte, permettant à d'autres chirurgiens de l'utiliser. Au fil du temps, le nombre d'opérations augmente et Charnley conçoit une machine qui fabrique mécaniquement des prothèses et des emboîtures, ainsi qu'un appareil pour évaluer les patients pour leurs troubles de la hanche avant et après l'opération.
Il collabore très étroitement avec la firme Chas. F. Thackray Ltd à Leeds, à qui il a demandé pour la première fois de fabriquer des instruments pour lui en 1947. Charnley affine son opération de remplacement de la hanche tout au long de sa longue association avec Thackray's et travaille toujours sur des améliorations à sa mort. Au début, Thackray fabrique les tiges en acier inoxydable, tandis que Charnley fabrique lui-même les douilles, en les tournant sur un tour dans son atelier à la maison. Plus tard, ses techniciens fabriquent des instruments sous étroite surveillance, puis Thackray les fabrique. Au fil du temps, Thackray apporte ses propres suggestions de conception; cet échange continu d'idées est un facteur important dans l'avancement de l'opération de la hanche.
Charnley est convaincu que la meilleure façon de fixer la prothèse dans le fémur est d'utiliser du ciment osseux qui agit comme un coulis plutôt que comme une colle et qui emboîte les deux parties.
Le ciment qui reflète ces caractéristiques est produit par CMW Laboratories Limited et s'appelle ciment osseux CMW.
Charnley s'est également rendu compte qu'il est d'une importance fondamentale de récupérer les articulations artificielles des patients décédés quelques années après la chirurgie, afin d'étudier l'usure des matériaux et les modifications tissulaires, permettant ainsi d'améliorer la procédure.

## Lutte contre les infections
Le grand nombre de cas d'infection des plaies après les opérations de remplacement de la hanche pousse Charnley à faire des efforts également dans le domaine de la prévention ; il participe à la recherche d'une méthode pour éloigner les bactéries de la plaie pendant la chirurgie. Sa première tentative consiste à introduire des antibiotiques comme la gentamicine dans le ciment osseux ; le nombre de bactéries diminue, mais pas suffisamment. En 1961, il développe une enceinte qui isole la salle d'opération du reste de la pièce, dans laquelle l'air filtré pouvait passer. Pour améliorer son système, il demande de l'aide à FH Howorth, dont l'entreprise familiale construit des systèmes de filtration d'air depuis 1854. Howorth adapte l'enceinte de Charnley pour fournir une meilleure gestion de l'air et incorporer un système de diffusion qui permet le passage d'un plus grand flux d'air filtré. Charnley comprend qu'une autre source de contamination est la blouse du chirurgien et il développe une blouse intégrale qui incorpore un système d'échappement. Celui-ci entre en service à partir des années 1970 et est ventilé pour que le chirurgien se sente toujours à l'aise, tout en maintenant une pression négative pour éviter toute contamination.

## Vie privée
Bien qu'il ne soit pas enclin aux passe-temps sportifs dans son enfance, Charnley est un skieur passionné à l'âge adulte. En 1957, lors de ses vacances annuelles au ski à Zürs, il rencontre Jill Heaver (1930-2016). Malgré une différence d'âge de vingt ans - elle a 26 ans et lui 46 ans - ils se marient quelques mois plus tard, le 15 juin. Ils vivent d'abord dans une maison appelée "Naemoor" à Hale, dans le Cheshire, où Charnley transforme immédiatement le grenier en son atelier. Le couple a deux enfants : Tristram est né en 1959 et Henrietta en 1960. À la fin des années 1960, les Charnley déménagent dans une plus grande propriété à Mere, Cheshire.

## Carrière
John Charnley est reconnu comme le fondateur de l'arthroplastie moderne de la hanche. Ses contributions dans le domaine se retrouvent dans la méthode de chirurgie de remplacement de la hanche, dans l'optimisation des flux chirurgicaux et dans la diminution drastique du taux d'infection. Grâce à ses activités d'enseignement, il transmet sa technique et ses connaissances à un large public de chirurgiens internationaux et ainsi son travail académique et scientifique se répand dans le monde entier. En 2011, plusieurs de ses étudiants enseignent encore le remplacement de la hanche.
En 1974, Charnley reçoit le prix Cameron de thérapeutique de l'Université d'Édimbourg.
Il reçoit la médaille Lister 1975 pour ses contributions à la science chirurgicale. L'oraison Lister correspondante, donnée au Royal College of Surgeons of England, est prononcée le 26 mai 1976 et s'intitule «Les origines de la septicémie post-opératoire en chirurgie élective».
Charnley est fait chevalier en 1977.

## Livres
- John Charnley, The Closed Treatment of Common Fractures, Churchill Livingstone, Edinburgh and London, 1950
- John Charnley, Compression Arthrodesis, Churchill Livingstone, Edinburgh and London, 1953